# Isabela de Luxemburg
Isabela de Luxemburg (n. 1247–d. 1298) a fost membră a Casei de Luxemburg.

## Familia
Isabela a fost cel de al treilea copil (din șapte) avuți de contele Henric al V-lea de Luxemburg cu soția sa, Margareta de Bar. Unul dintre frații săi mai mari a fost Henric, succesor al tatălui lor.
Bunicii pe linie maternă ai Isabelei au fost contele Henric al II-lea de Bar și soția acestuia Filipa de Dreux, iar pe linie paternă ducele Waleran al III-lea de Limburg cu Ermesinda de Luxemburg.

## Căsătoria
În martie 1265, Isabela a fost căsătorită cu Guy de Dampierre, conte de Flandra, ca a doua soție a acestuia. Această alianță matrimonială a fost determinată de evenimente care se petrecuseră cu mulți înainte de nașterea ei. Într-adevăr, încă din jurul anului 1165, străbunicul ei, Henric al IV-lea cel Orb, conte de Namur și de Luxemburg, nu a avut copii de pe urma primei sale căsătorii. Ca urmare, el l-a numit ca succesor pe fratele său, contele Balduin al IV-lea de Hainaut. Acesta din urmă a murit în 1171, drept pentru care Henric cel Orb l-a confirmat pe nepotul său de frate, Balduin al V-lea de Hainaut. Însă, în urma unei noi încercări de a avea copii, Henric cel Chior s-a recăsătorit, de această dată cu Agnes de Geldern. Agnes a dat naștere unei fiice, Ermesinda, drept pentru care a fost încălcată promisiunea față de conții de Hainaut. A izbucnit un război, în urma căruia Balduin ar fi fost moștenitorul desemnat al lui Henric în provincia Namur.
Tatăl Isabelei și-a exprimat pretențiile asupra Namurului, fiind fiul Ermesindei. Henric al V-lea a eșuat în privința drepturilor sale în Namur. Părinții Isabelei doreau încheierea păcii cu Guy de Flandra în privința disputei asupra Namur. Isabela a devenit cea dea doua soție a lui Guy, a cărui soție, Matilda de Béthune murise cu un an înainte. Guy avea deja opt copii cu Matilda. La rândul ei, Isabela a născut alți opt urmași:
- Beatrice (d. 1307), căsătorită în jur de 1287 cu Ugo al II-lea de Châtillon, conte de Blois
- Margareta (d. 1331), căsătorită la 14 noiembrie 1282 la Roxburgh cu prințul Alexandru, fiul regelui Alexandru al III-lea al Scoției); ulterior, căsătorită la 3 iulie 1286 în Namur cu contele Reginald I de Geldern
- Isabela (d. 1323), căsătorită în 1307 cu Jean de Fiennes, senior de Tingry și castelan de Bourbourg
- Filipa (d. 1306, Paris)
- Ioan (n. 1267– d. 1330), devenit marchiz de Namur, căsătorit cu Margareta de Clermont, fiică a contelui Robert de Clermont, iar apoi cu Maria de Artois (1291–1365), fiică a lui Filip de Artois
- Guy (d. 1311), senior de Ronse, devenit la un moment dat conte de Zeelanda. Căsătorit cu Margareta de Lorena, fiică a ducelui Theobald al II-lea de Lorena
- Henric (d. 6 noiembrie 1337), conte de Lodi, căsătorit în ianuarie 1309 cu Margareta de Cleves
- Ioana (d. 1296), călugăriță la Flines

Guy a aranjat o căsătorie a fiicei lor Filipa cu prințul Eduard al Angliei. Cu toate acestea, regele Filip al IV-lea cel Frumos al Franței l-a capturat pe Guy și pe doi dintre fiii săi, constrângându-l să anuleze căsătoria Filipei, luând-o prizonieră pe aceasta în Paris până la moartea ei, în 1306. Guy a fost convocat în fața regelui Franței încă o dată, în 1296, iar principalele orașe ale Flandrei au fost preluate sub protecția regală până când Guy ar fi plătit o indemnizație și ar fi predat teritoriile sale, pentru a le preda grației regale.
Isabela a murit în septembrie 1298, iar soțul ei șase ani mai târziu, în 1304.